# تفاعل ساباتييه

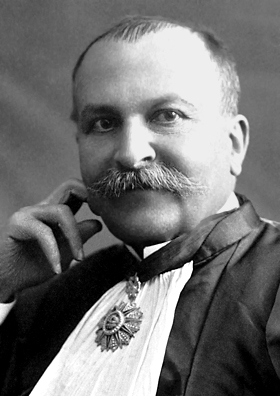

تفاعل ساباتييه (بالإنجليزية:  Sabatier reaction)‏ أو عملية ساباتييه (بالإنجليزية:  Sabatier process)‏ اكتشفه الكيميائي الفرنسي پول ساباتييه في العقد الأول من القرن التاسع عشر. وهو ينطوي على تفاعل الهيدروجين مع ثاني أكسيد الكربون في درجات حرارة مرتفعة (300-400 درجة مئوية على النحو الأمثل) وضغوط في وجود محفز نيكل لإنتاج الميثان والماء. اختياريا ، الروثينيوم على الألومينا (أكسيد الألومنيوم) يجعل محفز أكثر كفاءة. يوصف بواسطة رد الفعل الطارد للحرارة التالي:
كيميائي عضوي فرنسي. التعلم من إيكول نورمار ، أستاذ بجامعة تولوز في عام 1884. 1897 نجح ساندران جان بابتيست سيندرنز [1856-1937] في هدرجة الإيثيلين كمحفز للنيكل. بعد ذلك ، درست طريقة الاختزال الحفاز للمركبات العضوية غير المشبعة باستخدام مختلف المعادن المختزلة ، وطورت مجالًا جديدًا في الكيمياء العضوية ، وأرست أساسًا لصناعة الكيماويات الزيتية والدهون الحالية. 1912 جائزة نوبل في الكيمياء